# World Circuit (Plattenlabel)
Das Plattenlabel World Circuit wurde Mitte der 1980er Jahre in London gegründet und ist auf Weltmusik spezialisiert. Seine Wurzeln liegen in der Künstleragentur Arts Worldwide, geleitet von Mary Farqharson und Anne Hunt, die in erster Linie den Mangel an überregional erhältlichen Tonträgern der von ihnen betreuten Künstler beheben wollten. Ihre ersten Produktionen erschienen 1986, und im nächsten Jahr wurde der Afrikanistikstudent Nick Gold zur Betreuung der Labelaktivitäten eingestellt.
1987 war auch das Jahr, in dem Aufnahmen des malinesischen Gitarristen Ali Farka Touré dem Label erste Aufmerksamkeit einbrachte. Lizenzaufnahmen aus Lateinamerika und mit dem Orchestra Baobab aus dem Senegal folgten.
Anfang der 1990er Jahre trennten sich die Partner. Anne Hunt schloss sich dem Label Corasón in Mexiko an, und Nick Gold leitete World Circuit allein.
Der große Erfolg kam, als 1993 Ry Cooder Interesse daran zeigte, mit Ali Farka Touré zusammen für das Label aufzunehmen. Es entstand Talking Timbuktu, ein durchschlagender Erfolg in den Weltmusik-Charts. Der Crossover zum allgemeinen Publikum gelang 1996, wieder mit Ry Cooder und einem anderen Musiker des Labels, Juan de Marcos González: mit den Projekten um den Buena Vista Social Club.
World Circuit hat in den USA seit jeher eine feste Partnerschaft mit Nonesuch.